# Whippet

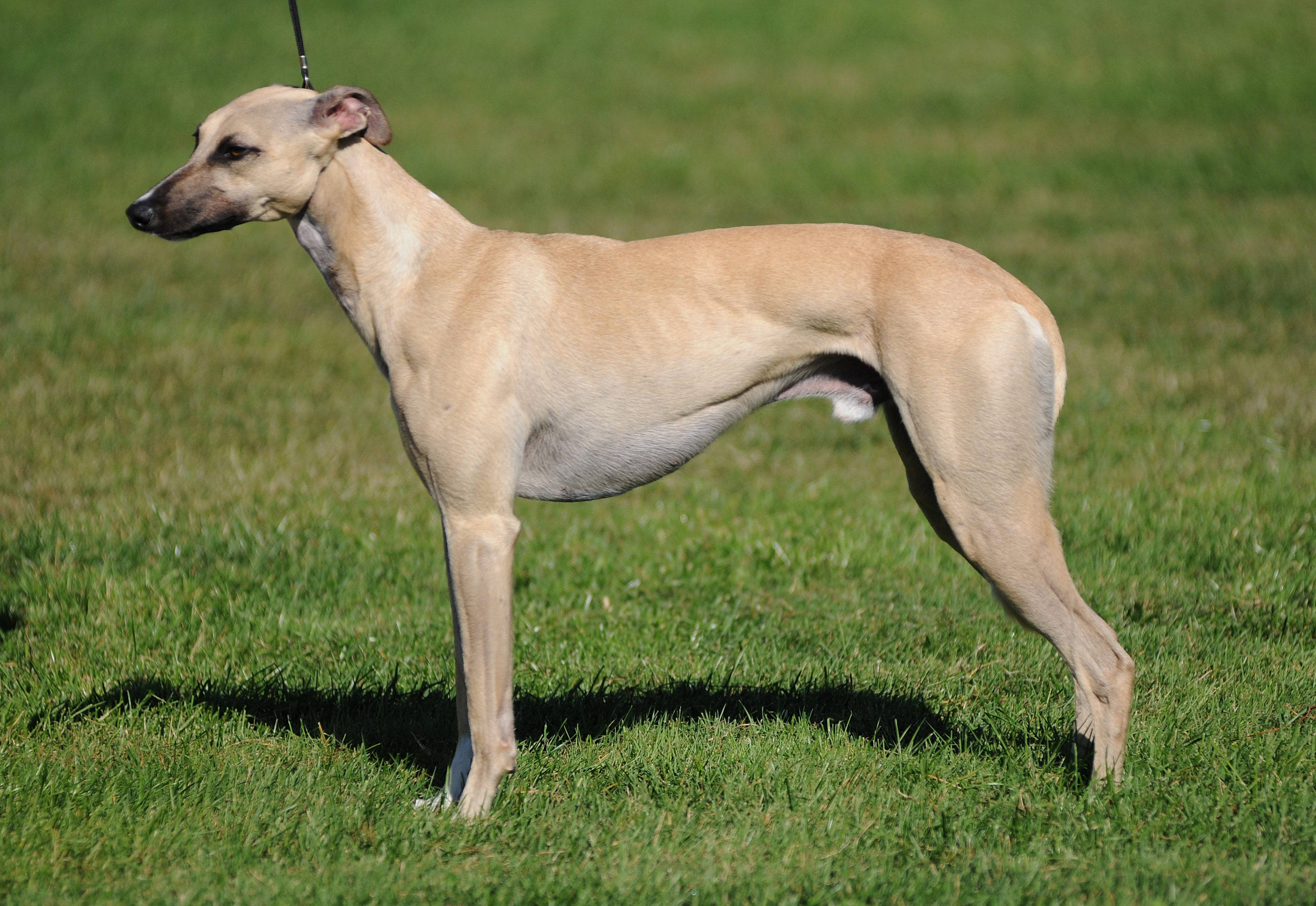
Whippet

El Whippet és una raça de gos llebrer d'origen britànic, esvelt i de port elegant. Són gossos actius i juganers, similars físicament al llebrer anglès. La seva popularitat ha portat a usar el nom Whippet en un gran nombre de coses, des d'automòbils a galetes.

## Història
Aquesta raça va ser creada a Anglaterra com una miniatura del Greyhound. Es diu que és el “Greyhound dels Pobres”, en part perquè per un temps només la noblesa podia tenir al Greyhound, i en part perquè van ser els miners del nord d'Anglaterra els qui van aconseguir aquesta raça al no poder tenir al Greyhound pel costós que és el seu manteniment. En la seva ascendència s'estima que s'incloguin el Greyhound, el Llebrer italià, el Fox terrier i el Bull terrier.
En efecte, a la fi del segle xix es va emprar en curses de la seva pròpia raça, arribant a ser ben populars tals esdeveniments. Aconsegueixen els 65 quilòmetres per hora. També va ser usat en la cacera de llebres, on la seva aptitud de saltar i canviar de rumb en forma brusca el fa ideal.

## Característiques
- Cap: Llarg i prim

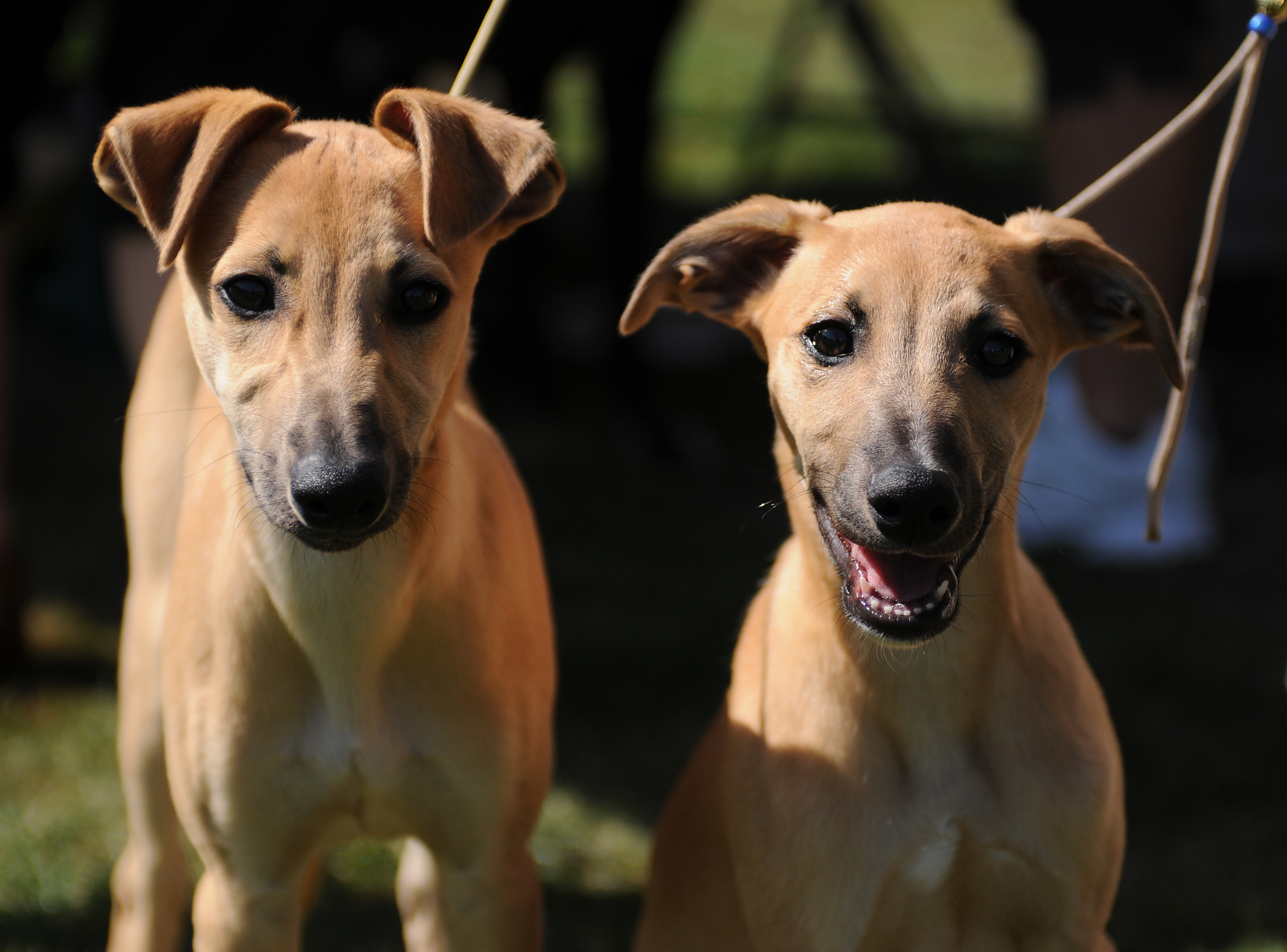
Cadells de Whippet

- Orelles: Curtes. Col·locades en la part del darrere del cap.
- Pèl: El pèl és curt, espès i suau.
- Color del pèl: Moltes combinacions.
- Cua: Llarga. Corbada a la punta.
- Altura: A la creu o les espatlles: Els mascles mesuren de 46 a 56 cm. Les femelles de 43 a 47 cm.
- Pes: El pes mitjà és d'uns 12.5 kg.
- Ventrada: Usualment la ventrada és de quatre a cinc cadells. Es registren ventrades de fins a vuit cadells.

## Sociabilitat
El Whippet és un gos que s'adapta molt bé a la vida a la ciutat però ha de fer exercici d'una a tres hores al dia, ja que si no el gos tendeix a patir sobrepès. És una opció perfecta per a persones que desitgen gaudir d'un company mentre s'exerciten o simplement aquells que busquen en ell una mascota de companyia. Amb els nens és un bon gos, ja que no es torna agressiu sempre que els nens no envaeixin el lloc del gos i rebi un tracte digne.

## Manteniment
Se li ha de permetre tenir un lloc on pugui descansar sense ser molestat. També s'ha de protegir del fred. Necessita exercici diari. Quan es porti a caminar no se li ha de deixar anar en un lloc que no estigui tancat, si es dispara a córrer no hi ha qui aconsegueixi atrapar-lo. El pèl requereix manteniment mínim; és suficient amb una raspallada setmanal amb un raspall o guant dissenyat per a aquest tipus de gossos, consulti amb el veterinari perquè li recomani el raspall o guant apropiat. La neteja de les dents i la revisió mèdica de les ungles ha de ser setmanal.

## Esperança de vida
Usualment el Whippet viu de setze a disset anys. Algunes fonts indiquen una vida molt més curta, de dotze a tretze anys.